# Morris Huberland
Morris Huberland (* 1. August 1909 in Warschau, Polen; † 19. Januar 2003 in New York City) war ein polnisch-amerikanischer Fotograf, der für seine dokumentarischen Schwarz-Weiß-Fotografien des Straßenlebens in New York City bekannt wurde. Er war Gründungsmitglied der New York Photo League. Die Photo League war eine Organisation von Fotografen in New York City, die sich der Dokumentation des Lebens in den Arbeitervierteln widmete. Sie wurde 1936 gegründet und bot ihren Mitgliedern Schulungen, Ausstellungsräume und eine Plattform für den Austausch über soziale und kreative Themen. Die Photo League spielte eine wichtige Rolle bei der Entwicklung der sozialdokumentarischen Fotografie in den USA.

## Leben
Morris Huberland wurde in Warschau geboren und emigrierte 1924 mit seiner Familie in die Vereinigten Staaten, wo sie sich in der Lower East Side von New York City niederließen. Bereits mit 16 Jahren begann er zu fotografieren. Im Zweiten Weltkrieg meldete er sich zur Armee und nahm an den Kämpfen in Italien, Nordafrika und Deutschland teil. Sein Interesse an der Fotografie jüdischer Einwanderer in New York blieb sein Leben lang bestehen. Einige dieser Arbeiten zeigte er 1989 in der Ausstellung A Time to Remember: Jewish Life in the Lower East Side.

## Werk
Morris Huberlands Fotografien zeichnen sich durch eine einfühlsame und zugleich realistische Darstellung des urbanen Lebens aus. Sein besonderes Interesse galt den jüdischen Einwanderergemeinschaften in New York City, vor allem in der Lower East Side. Er dokumentierte den Alltag, die Kultur und die sozialen Verhältnisse dieser Gemeinschaften von den 1930er bis in die 1970er Jahre. Seine Arbeiten bieten einen intimen Einblick in das Leben der Bewohner und die Dynamik der Stadtviertel. Ein bekanntes Werk von Huberland ist Harlem Pet Chicken, NY aus den frühen 1950er Jahren, das ein Kind mit einem Haushuhn in Harlem zeigt. Das Bild fängt die Lebensfreude und die Herausforderungen des städtischen Lebens zu dieser Zeit ein.